# کمربند زرین (فیلم ۱۳۴۹)
کمربند زرین فیلمی به کارگردانی و نویسندگی پرویز خطیبی محصول سال ۱۳۴۹ است.

## خلاصه داستان
یک قهرمان کشتی شیفتهٔ دختر مدیر یکی از باشگاه هاست…

## بازیگران
- سهیلا
- سارا
- هایک
- غلامحسین بهمنیار
- احمد قدکچیان
- عباس مصدق
- صابر آتشین